# Gregoris da Albânia
Gregoris da Albânia (início do século IV - c. 330 ou c. 334; em armênio/arménio: Գրիգորիս Աղվանացի; romaniz.: Grigoris Aghvanatsi) foi o Católico da Igreja da Albânia do Cáucaso (ca. 325-330). Ele é considerado um santo mártir pela Igreja Apostólica Armênia.

## Antecedentes
Gregoris nasceu em Cesareia, Capadócia e era neto de Gregório, o Iluminador, um missionário cristão originalmente parta que converteu o Rei armênio ao cristianismo e se tornou o primeiro governador oficial da Igreja Apostólica Armênia. Além disso, o pai de Gregoris, Vertanes, e o irmão Hesíquio, foram Católicos consecutivos da Armênia.

## Lenda
Em 325, o Cristianismo na Armênia ganhou força e os líderes religiosos armênios passaram a fazer proselitismo nos estados vizinhos. De acordo com o autor do século X Moisés de Dascurã, Gregório, o Iluminador, deixou a Armênia para difundir o cristianismo na Albânia do Cáucaso, onde sob suas ordens foi construída uma igreja que mais tarde se tornaria o Mosteiro de Amaras. Ele então ordenou seu neto Gregoris, na época com apenas 15 anos, para se tornar o Católico da Igreja da Albânia do Cáucaso. No entanto, há outra tradição que alcança a ordenação de seu tio Aristácio I. Ele é considerado um sucessor de Tomás de Satala, aparentemente os primeiros Católicos da Albânia servindo durante a época do Rei Urnair da Albânia. Tradicionalmente, ele também é considerado como trazendo relíquias de Zacarias e São Pantaleão para a igreja construída na cidade de Tsri.

## Morte

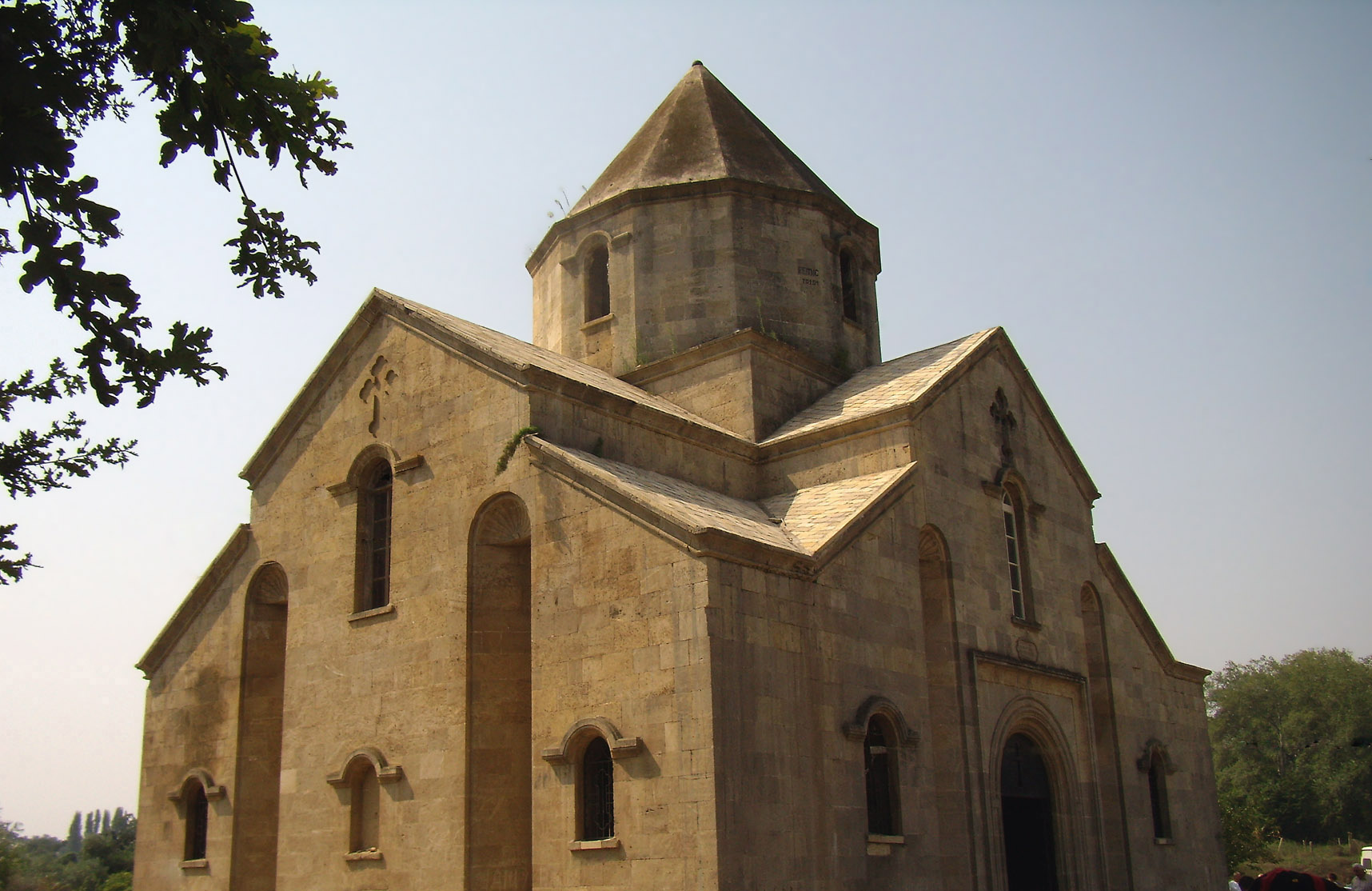
Igreja de São Gregoris em Nuldi, Daguestão, Rússia

De acordo com Fausto de Bizâncio, Gregoris algum tempo depois partiu para o Reino de Maskuts (localizado ao longo da costa nordeste do atual Azerbaijão e costa sul do Daguestão do Mar Cáspio  para pregar o Cristianismo, seu governante Sanatruces (de acordo com Moisés de Corene, era um parente de Tirídates III). Gregoris foi pisoteado até a morte por soldados Maskut montados nos Campos Vatnean, tradicionalmente considerados perto da atual vila de Nuldi, 37 quilômetros ao sul de Derbente. No entanto, de acordo com outras fontes, o martírio ocorreu em Caspiana, próximo à margem do Rio Cura. As atividades de evangelização não foram infrutíferas, no entanto. Segundo as lendas, ele converteu filhos de Sanatruces - ou seja, Moisés, Daniel e Elias, juntamente com 387 seguidores, mas foram martirizados por Sanatruces em 20 de agosto (9 de Navassarde) daquele ano.
O corpo de Gregoris foi levado para o Mosteiro de Amaras enterrado em uma cova anônima perto da entrada norte. De acordo com Moisés de Dascurã, em 489, Vachagã III, rei da Albânia do Cáucaso, recuperou as relíquias de Gregoris e as enterrou em um túmulo dentro do Mosteiro de Amaras. O local da morte de Gregoris em Nuldi foi marcado pela construção de uma capela em data desconhecida, posteriormente reconstruída em igreja e venerada por cristãos e muçulmanos locais.

## Veneração
A Igreja Armênia celebra a festa de Gregoris no 3º sábado antes da Natividade de Jesus ou no 3º domingo do feriado Vardavar (Transfiguração de Jesus) junto com outros filhos e netos de Gregório, o Iluminador, bem como na segunda-feira após o 5º domingo após a Exaltação da Cruz (encontro de relíquias).

## Debates acadêmicos
Alguns estudiosos, como Zaza Aleksidze e Jean-Pierre Mahé, consideraram a lenda de Gregoris uma invenção posterior, limitando seu território de influência a Gogarena: "... A Albânia e não desempenhou nenhum papel na cristianização do país. De fato, o Buzandaran, que contém o primeiro relato escrito do martírio do santo, o menciona não como um bispo enviado à Albânia, mas como o “Católico da marcha ibérica e albanesa”. "  Hranush Kharatyan, no entanto, acusou Aleksidze e Mahé de deturpação das palavras de Fausto e Moisés de Corene. 